# Портрет «во успении»
Портрет «во успении» — тип русского портрета, получивший распространение в последней трети XVII века. Изображение писалось на память об усопшем и помещалось в жилых помещениях. При написании портрета старались передать индивидуальные черты человека, для чего писали его с натуры, как светский портрет, в отличие от надгробного портрета, который писали в традициях иконописного образа после смерти человека.
Портрет «во успении» является предшественником изображений на смертном одре, которые появляются в России в петровское время.

## Известные портреты «во успении»
| Изображение | Изображённый              | Описание |
| ----------- | ------------------------- | --- |
|             | царь Иван V               | Михаил Чоглоков (?), к.января — н.февраля 1696 года. Холст, масло, 127х100,5. Русский музей К категории портретов «во успении» его относит чёрный цвет лат. Изначальный размер холста был меньше, на доставленном холсте написаны руки царя. |
|             | царица Наталья Кирилловна | Михаил Чоглоков, к.января — н.февраля 1694 года. Холст, масло, 126,5х95,5. Русский музей О написании данного портрета известно из дворцовых записей: «в 1694 году (в феврале) живописец Мих. Чоглоков написал образ (персону) во успении государыни благоверной царицы и великой княгини Наталии Кирилловны». Изначально портрет был формы овала, вписанного в прямоугольник. Формат изменен поздними вставками. При изучении портрета были выявлены авторские переделки живописи рук — в первоначальной версии в них был помещён платок. |